# Fransis Marrasz

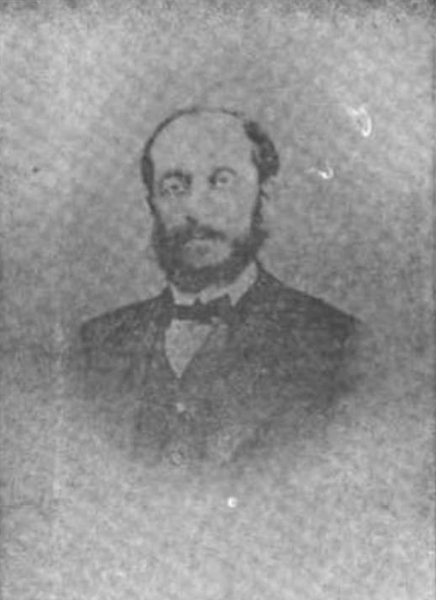
Francis Marrash

Francis bin Fathallah bin Nasrallah Marrash (ur. 1835 lub 1836 lub 1837 w Aleppo, zm. 1873 lub 1874) – syryjski pisarz oraz poeta zaliczany do społecznego ruchu Nahda. Studiował w Paryżu medycynę. 
W swych powieściach przedstawiał dobrodziejstwo pokoju, potępiał niewolnictwo i ukazywał ideę nowoczesnej oświaty dla Arabów, potrzebę rozwijania u nich świadomości narodowej. 

## Dzieła
Źródło: 
- Dalīl al-ḥurrīyah al-insānīyah, 1861
- Al-mir’āt al-ṣafīyah fī al-mābādi’ al-ṭabī‘īyah, 1861
- Ta‘zīyat al-makrūb wa-rāḥat al-mat‘ūb, 1864
- Ghābat al-ḥaqq fī tafṣīl al-akhlāq al-fāḍilah Ghabat al-hakk (Dżungla prawdy), 1865
- Riḥlat Bārīs, 1867
- Kitāb dalīl al-ṭabī‘ah, 1867
- Al-kunūz al-fannīyah fī al-rumūz al-maymūnīyah, 1870
- Mashhad al-aḥwāl, 1870
- Durr al-ṣadaf fī gharā'ib al-ṣudaf, 1872
- Mir’āt al-ḥasnā', 1872
- Shahādat al-ṭabī‘ah fī wujūd Allāh wa-al-sharī‘ah, 1892